# Hustle Punch
Hustle Punch (ハッスルパンチ?, Hassuru Panchi) è un anime televisivo di 26 episodi, prodotto dalla Toei Animation nel 1965. Il giovane Hayao Miyazaki ha collaborato al progetto in veste di key animator.

## Trama
La storia racconta le avventure dei tre amici Punch, Touch e Bun, rispettivamente un orso, un topo ed una donnola, che devono risolvere tutti i problemi che crea il Professor Garigari, un lupo cattivo.

## Sigle
Sigla iniziale e finale giapponese
- ハッスルパンチの歌 (Hassuru Panchi no uta?), lett. La canzone di Hustle Punch, interpretata da Nobuyo Ōyama, Yoko Mizugaki e dai Boy's Choir.

## Episodi
| Nº | Giapponese 「Kanji」 - Rōmaji                        | In onda          | In onda |
| Nº | Giapponese 「Kanji」 - Rōmaji                        | Giapponese       |         |
| 1  | 「じゃまものは追い出せ」 - jamamonoha oidase         | 1º novembre 1965 |         |
| 2  | 「レッドスターの彼方」 - reddosuta no kanata         | 8 novembre 1965  |         |
| 3  | 「ブラックベニーの秘密」 - burakkubeni no himitsu    | 15 novembre 1965 |         |
| 4  | 「走れ!ポンツカー」 - hashire! pontsuka              | 22 novembre 1965 |         |
| 5  | 「謎の怪盗を追え」 - nazo no kaitō wo oe             | 29 novembre 1965 |         |
| 6  | 「消えた札束」 - kie ta satsutaba                    | 6 dicembre 1965  |         |
| 7  | 「ガリガリ号航海記」 - garigari gō kōkaiki           | 13 dicembre 1965 |         |
| 8  | 「底抜け大サーカス」 - sokonuke dai sakasu           | 20 dicembre 1965 |         |
| 9  | 「ほらふきブラック」 - horafuki burakku              | 27 dicembre 1965 |         |
| 10 | 「ドーナッツを探せ」 - donattsu wo sagase            | 3 gennaio 1966   |         |
| 11 | 「鈴とダイナマイト」 - suzu to dainamaito            | 10 gennaio 1966  |         |
| 12 | 「ペッタンコ騒動」 - pettanko sōdō                   | 17 gennaio 1966  |         |
| 13 | 「動物改造機」 - dōbutsu kaizōki                     | 24 gennaio 1966  |         |
| 14 | 「ハイウェイをすっとばせ」 - haiuei wosuttobase      | 31 gennaio 1966  |         |
| 15 | 「シャックリエキスで乾杯」 - shakkuriekisu de kanpai | 7 febbraio 1966  |         |
| 16 | 「あこがれの外国旅行」 - akogareno gaikokuryokō      | 14 febbraio 1966 |         |
| 17 | 「九官鳥とネックレス」 - kyūkanchō to nekkuresu      | 21 febbraio 1966 |         |
| 18 | 「ガリガリ家の遺産」 - garigari ie no isan           | 28 febbraio 1966 |         |
| 19 | 「大物を釣り上げろ」 - oomono wo tsuri age ro        | 7 marzo 1966     |         |
| 20 | 「とても愉快な日」 - totemo yukai na nichi           | 14 marzo 1966    |         |
| 21 | 「飛ばせてたまるか」 - toba setetamaruka             | 21 marzo 1966    |         |
| 22 | 「僕はスーパーマン」 - bokuha supaman                | 28 marzo 1966    |         |
| 23 | 「ばくだんは何処だ」 - bakudanha doko da             | 4 aprile 1966    |         |
| 24 | 「いたずら催眠術」 - itazura saiminjutsu             | 11 aprile 1966   |         |
| 25 | 「地震売ります」 - jishin uri masu                   | 18 aprile 1966   |         |
| 26 | 「ペシャンコ大レース」 - peshanko dai resu           | 25 aprile 1966   |         |